# Trambaix
Il Trambaix è una rete tranviaria che unisce diversi municipi della comarca del Baix Llobregat con la città di Barcellona.
La rete è entrata in funzione il 3 aprile 2004. Il Trambaix comprende tre linee (T1, T2 e T3). Il percorso inizia nella Plaça Francesc Macià di Barcellona e percorre l'Avinguda Diagonal verso il Llobregat, in un tragitto che passa da L'Hospitalet de Llobregat, Esplugues de Llobregat, Cornellà de Llobregat, Sant Joan Despí, Sant Just Desvern e Sant Feliu de Llobregat.
Il suo nome deriva dall'unione della parola "tram" e "Baix", altro nome della comarca catalana del Baix Llobregat, comarca attraversata dal servizio di tram.
A Barcellona è presente un'altra rete tranviaria chiamata Trambesòs.

## Linee e interscambi
Le tre linee condividono la tratta di 15 fermate compresa tra il capolinea comune di Francesc Macià e la fermata di Montesa, dove le linee si separano su percorsi differenti.

Schema complessivo del Trambaix

La tabella seguente sintetizza gli interscambi tra le linee del tram e le altre linee di trasporto su rotaia:
| Fermata            | Interscambio | Linea di Trambaix | Collegamento          |
| ------------------ | ------------ | ----------------- | --------------------- |
| Maria Cristina     |              |                   | diretto               |
| Palau Reial        |              |                   | diretto               |
| Zona Universitària |              |                   | in prossimità (3 min) |
| Ernest Lluch       |              |                   | diretto               |
| Cornellà Centre    |              |                   | diretto               |
| La Fontsanta       |              |                   | in prossimità (5 min) |

### T1 e T2
Le linee T1 e T2 sono entrate in servizio il 3 aprile 2004. Entrambe le linee condividono il capolinea Francesc Macià. La linea T1 circola solo nei giorni feriali e comprende 21 fermate, con capolinea a Bon Viatge per una lunghezza complessiva di 9,8 km. La linea T2 circola ogni giorno, sullo stesso tracciato della linea T1, ma con un servizio esteso al capolinea Llevant - Les Planes, per un totale di 24 fermate e una lunghezza di 11,6 km.

### T3
La prima tratta della linea T3 Francesc Macià-Montesa, con 15 fermate, è entrata in servizio il 3 aprile 2004. Il servizio della linea è stato poi prolungato progressivamente fino alle 20 fermate attuali su un percorso di 10 km:
- 29 maggio 2004: entrata in servizio del prolungamento da Montesa a Sant Martí de l'Erm (capolinea della linea T2)
- 5 gennaio 2006: entrata in servizio del prolungamento da Sant Martí de l'Erm a Consell Comarcal e Rambla de Sant Just
- 21 marzo 2007: la fermata Consell Comarcal viene rinominata "Torreblanca" contestualmente all'entrata in servizio del prolungamento Torreblanca-Sant Feliu Consell Comarcal
- 10 gennaio 2010: la fermata Sant Martí de l'Erm viene sdoppiata e rinominata Hospital Sant Joan Despí-TV3 per la linea T3 e Llevant-Les Planes per la linea T2, di cui costituisce il capolinea

## Materiale rotabile

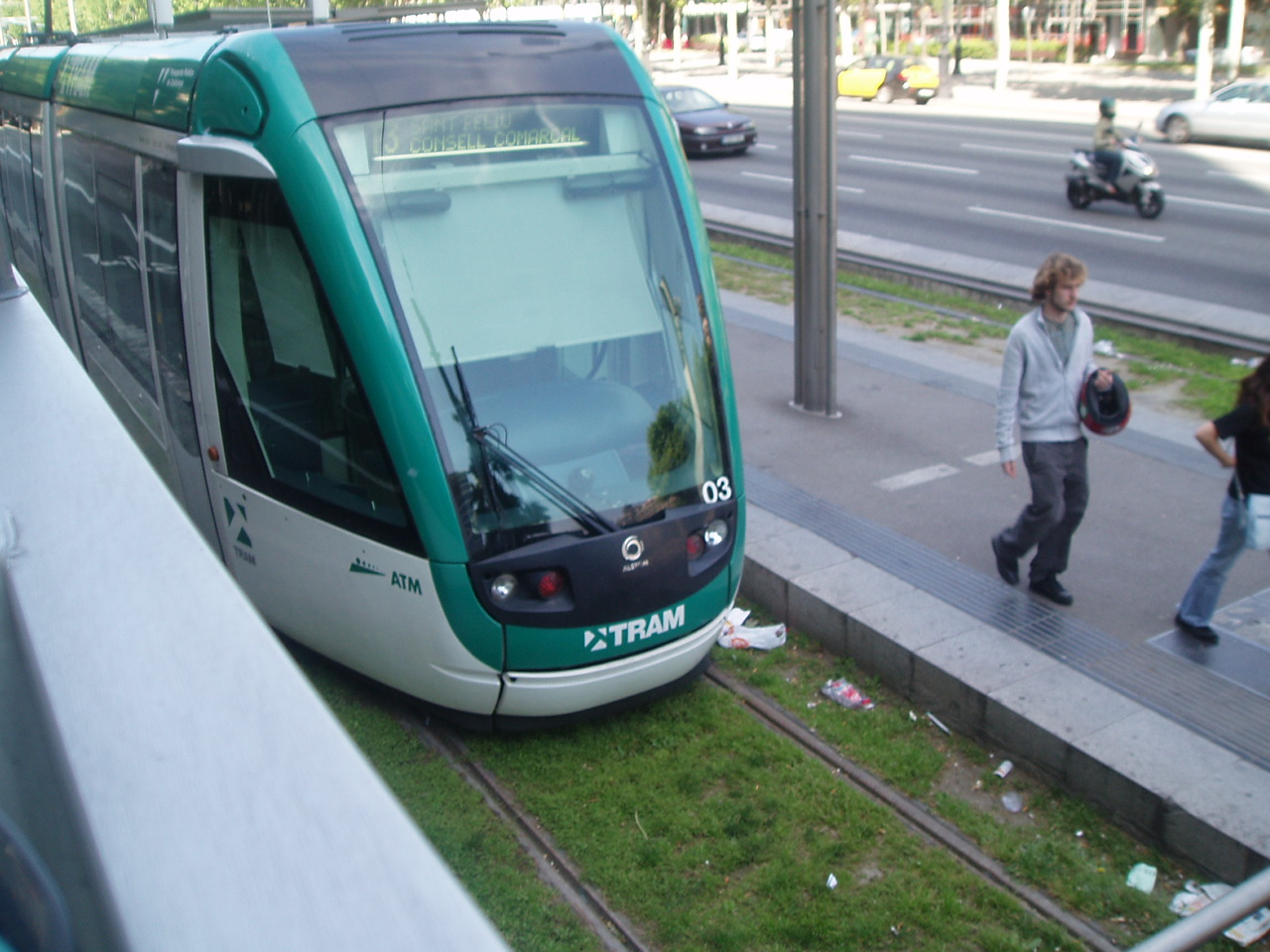

Il veicolo che percorre le linee del Trambaix così come quelle del Trambesòs è il modello Citadis di Alstom serie 302, nella sua variante "Barcellona" (verde mare e bianco). La serie 302 si distingue per essere composta da 5 moduli. È leggero (alluminio con rinforzi di acciaio), dal pianale basso, (35 cm dal suolo), trazione elettrica modulabile, con due cabine di conduzione. Ogni unità è lunga 32 metri e ha una larghezza di 2,65 m. Dispone di video camere di sorveglianza, aria condizionata, allarme, teleindicatori, 64 sedili e spazio per le biciclette. Tutti i convogli sono stati prodotti nelle fabbriche di Alstom di Santa Perpètua de Mogoda. Al 2025 sono presenti 23 treni per tutta la rete.
Il deposito del Trambaix è situato a Sant Joan Despí tra Fontsanta-Fatjó e Bon Viatge.